# Göllingen
Göllingen è una frazione del comune tedesco di Kyffhäuserland.

## Geografia fisica
È bagnata dal fiume Wipper, affluente della Unstrut.